# Hôtel de Laudun
Pour les articles homonymes, voir Laudun (homonymie).
L'hôtel de Laudun est un hôtel particulier situé à Aramon et faisant l’objet d’une inscription au titre des monuments historiques en 1997.